# محافظة توغيه
توغيه هي محافظة تقع في إقليم لابي في غينيا وعاصمتها هي توغيه. تبلغ مساحة المحافظة 6 400 كم2. ويقدر عدد سكانها بـ 132 000 نسمة.

## المحافظات الفرعية
تنقسم المحافظة إدارياً إلى 10 محافظات فرعية :
1. توغيه مركز
2. فتاكو
3. فيلو كوندوا  [لغات أخرى]‏
4. كنسانغي
5. كوان
6. كولنغي
7. كوليه
8. كوناه
9. كوراتونغو
10. تنغالي